# Selenops souliga
Selenops souliga là một loài nhện trong họ Selenopidae.
Loài này phân bố ở Saba, Sint Maarten và Anguilla.
Loài này thuộc chi Selenops. Selenops souliga được Sarah C. Crews miêu tả năm 2011.

## Hình ảnh

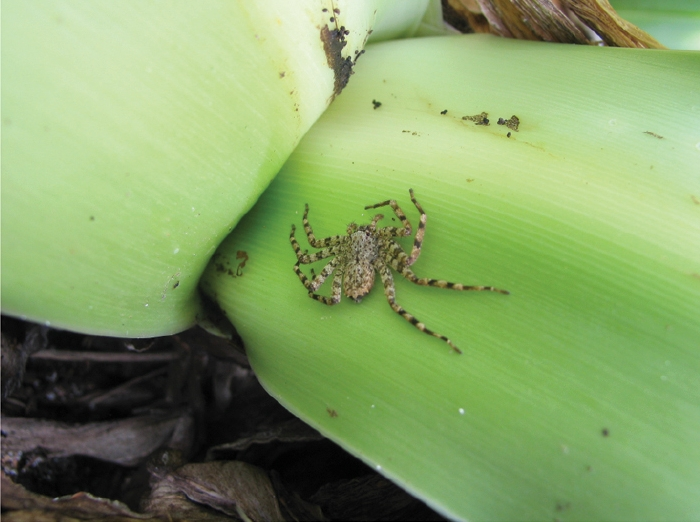